# زبان سمنانی
زبان سِمنانی (به سمنانی: سِمَنی زِفون)، یکی از زبان‌های ایرانی است. زبان سمنانی از شاخهٔ زبان‌های ایرانی شمال غربی است و در عین حال زبان انتقالی میان زبان‌های ایران مرکزی و کاسپین به‌شمار می‌آید. گروه زبان‌های کاسپین به دو گروه گیلکی و مازنی (طبری) تقسیم می‌شود و همچنین مشتمل است بر زبان تالشی که در غرب دریای مازندران در هر دو سوی مرز ایران و جمهوری آذربایجان گویشور دارد و همچنین زبان تاتی که در نواحی جنوب و جنوب غربی قزوین و نواحی‌ای از آذربایجان ایران و جمهوری آذربایجان و داغستان گویشور دارد. ناصر خسرو می‌گوید که سمنانی‌ها فارسی را با «لهجهٔ دیلمی» تلفظ می‌کنند. به اعتقاد گیتی شکری و بهروز محمودی بختیاری، زبان سمنانی با زبان تاتی و زبان تالشی پیوند دارد.
این زبان با وجود برخی واژه‌های متداول در خانوادهٔ زبان‌های ایرانی، خود زبانی مستقل و کم‌وبیش خودکفا می‌باشد. در گروه‌بندی زبان‌های ایرانی نو، زبان سمنانی متعلق به گروه زبان‌های مرکزی ایران است. این زبان دارای لهجه‌های گوناگونی است که هیچ‌کدام کار یک لهجه را یکسره تمام نکرده‌اند.
آرتور کریستن‌سن که در حدود سال ۱۹۱۴ دربارهٔ این زبان پژوهش نموده، می‌گوید:
 زبان سمنانی به قدری با سایر زبان‌های ایرانی نظیر مازندرانی و گیلکی و غیره اختلاف دارد که خود ایرانی‌ها می‌گویند، بدون اینکه این زبان‌ها را فرا گرفته باشیم، درک می‌کنیم ولی زمانیکه دو سمنانی با هم صحبت می‌کنند، هرگز زبان آنها را نمی‌فهمیم.
سمنانی زبانی محافظه‌کار است و واژه‌های بیگانه را به سختی می‌پذیرد.

## ثبت ملی زبان سمنانی
زبان سمنانی در بهمن ۱۳۹۴ از طرف سازمان میراث فرهنگی، صنایع‌دستی و گردشگری، در فهرست میراث معنوی کشور ایران به ثبت ملی رسید.

## دستور زبان

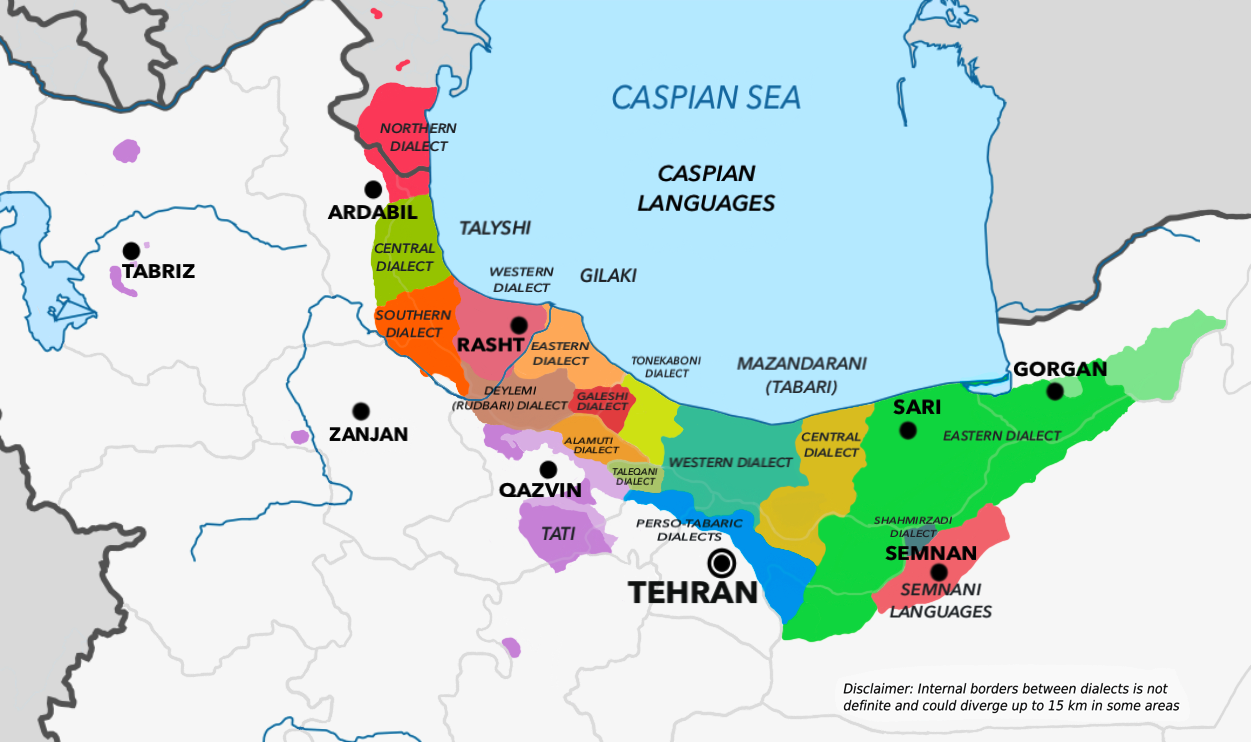
نقشه زبان‌های خانواده زبان‌های کاسپین به همراه زبان سمنانی

برخی از این دستورها بر این پایه‌اند:
دستورهای جمع
- نام‌هایی که آخر آنها در مفرد حرف «یا» بیاید در جمع تغییری نمی‌کنند: کُنجی (مفرد)-کُنجی (جمع)= کنجد.
- نام‌هایی که آخر آنها حرفی صامت بیاید در جمع «یا» به آخر آنها افزوده می‌گردد: غَلیف (مفرد)-غَلیفی (جمع)= کماجدان.
- نام‌هایی که آخر آنها مصوت کوتاه است، در جمع مُصوت کوتاهشان تبدیل به «اِی» می‌شود: رَجه (مفرد)-رَجِی (جمع)= بندی که بر آن رخت پهن کنند.
- نام‌هایی که آخر آنها مصوت بلند باشد نیز در جمع مصوت بلندشان تبدیل به «اِی» می‌شود: اَستا (مفرد)-اَستِی (جمع)= هسته.

دستورهای مؤنث و مذکر
- سوم شخص مفرد فعل ماضی، مؤنث و مذکر دارد: ژو بِشا (مذکر)-ژین بِشیا (مؤنث)= او رفت (بِشُد).[۱۱]
- افعالی که آخر آنها در ریشهٔ زمان گذشته حرف صامت «دال» باشد، صرف مذکر و مؤنث آنها یکسان است: ژو هاکرد (مذکر)-ژین هاکرد (مؤنث)= او کرد.
- افعالی که آخر ریشهٔ زمان گذشته آنها حرف صامت «ت» باشد، در مؤنث مصوت کوتاه «-َ» به کلمه اضافه می‌شود: ژو بُخُت (مذکر)-ژین بُخُتَه (مؤنث)= خوابید.[۱۲]
- سوم شخص فعل بودن در مذکر و مؤنث یکسان نیست: ژو گوزَه (مذکر)-ژین گوزِه (مؤنث)= او بزرگ است.
- صفات با اسامی مذکر و مؤنث، تذکیر و تأنیث پیدا می‌کنند و با اسناد فعل بودن در سوم شخص تذکیر و تأنیث آنها آشکار می‌شود: دِزار اِسبیَه= دیوار (مذکر) سفید است.
- عدد «یک» تذکیر و تأنیث دارد. عدد یک مذکر با معدود مفرد مذکر و عدد یک مؤنث با معدود مفرد مؤنث می‌آید: آی وَشکا= یک پسر - اییَه دترَه= یک دختر.
- صفت اشارهٔ مفرد برای اشاره به نزدیک با نام‌های مذکر و مؤنث مفرد حالت تذکیر و تأنیث پیدا می‌کند: اِن کوتَر= این کبوتر نر - اِنَه کوتَرَه= این کبوتر ماده.
- صفت اشارهٔ مفرد برای اشاره به نزدیک با نام‌های جمع مذکر و مؤنث تغییری نمی‌کند و مفرد مذکر آن با این نوعِ اسمی به کار می‌رود: اِن شیلِّکی تُرشیَن= این زردآلوها ترش هستند.
- نام‌هایی که از زبان‌های دیگر وارد می‌شوند، گروهی مذکر و پاره‌ای جزء اسامی مؤنث طبقه‌بندی می‌گردند: ماشین و دیپلم= مذکر - صَندلیَه و کُمُدَه= مؤنث.

### ضمایر
در گویش سمنانی ضمیر سه حالت دارد: فاعلی، مفعولی و ملکی.
| ضمیر           | ۱ مفرد | ۲ مفرد | ۳ مفرد مذکر | ۳ مفرد مؤنث | ۱ جمع | ۲ جمع | ۳ جمع |
| -------------- | ------ | ------ | ----------- | ----------- | ----- | ----- | ----- |
| فاعلی، سمنانی  | a      | to     | u           | una         | hamâ  | šemâ  | uy    |
| مفعولی، سمنانی | mo     | ta     | ju          | jin         | hamâ  | šemâ  | jun   |
| ملکی، سمنانی   | mo     | ta     | ju          | jin         | hamâ  | šemâ  | jun   |

### صرف فعل (لازم)
در جدول زیر فعل (لازم) رفتن (bešeyn) بر اساس گویش سمنانی در زمان‌های مختلف صرف می‌شود.(نمونه زیر براساس گویش سمنانی می‌باشد)
| زمان/شخص               | ۱ مفرد        | ۲ مفرد        | ۳ مفرد       | ۱ جمع         | ۲ جمع         | ۳ جمع         |
| ---------------------- | ------------- | ------------- | ------------ | ------------- | ------------- | ------------- |
| گذشته ساده             | bešiyun       | bešey         | bešâ         | bešeyn        | bešeyn        | bešeyn        |
| گذشته بعید (کامل)      | bešâ-biyun    | bešâ-bey      | bešâ-bâ      | bešâ-beyn     | bešâ-beyn     | bešâ-beyn     |
| گذشته التزامی          | megi-bešâ-bin | megi-bešâ-bey | megi-bešâ-bu | megi-bešâ-bin | megi-bešâ-bin | megi-bešâ-bin |
| گذشته ابعد (بسیار دور) | bešâ-bičun    | bešâ-biče     | bešâ-biči    | bešâ-bičin    | bešâ-bičin    | bešâ-bičan    |
| گذشته استمراری         | mešiyun       | mešey         | mešâ         | mešeyn        | mešeyn        | mešeyn        |
| حال ساده/آینده         | mešin         | meša          | mešu         | mešin         | mešin         | mešin         |
| حال التزامی            | bašin         | baša          | bašu         | bašin         | bašin         | bašin         |
| آینده                  | megi-bašin    | megi-baša     | megi-bašu    | megi-bašin    | megi-bašin    | megi-bašin    |

## گویش‌ها و زبان‌های ناحیه سمنان
چندین گویش و زبان در اطراف سمنان رواج دارند که شامل سرخه‌ای، لاسگردی، افتری، سنگسری و بیابانکی می‌باشد.
| ضمایر شخصی     | مفرد:۱ | ۲     | ۳                 | جمع:۱ | ۲    | ۳       |
| -------------- | ------ | ----- | ----------------- | ----- | ---- | ------- |
| سرخه‌ای فاعلی   | ā      | tā    | ū                 | ham   | huž  | žin     |
| غیر فاعلی      | mun    | tā    | žu                | ham   | huž  | žin     |
| لاسگردی فاعلی  | a      | to    | žo                | ham   | hōž  | žon     |
| غیر فاعلی      | am, mo | to,ta | žo                | ham   | hōž  | oya     |
| سنگسری فاعلی   | a      | tö    | nā مؤنث / nö مذکر | ham   | xā   | anun    |
| غیر فاعلی      | ma     | ta    | nī مؤنث / ne مذکر | ham   | xā   | anun    |
| بیابانکی فاعلی | a      | tu    | un                | hamā  | šamā | un(a)hā |
| غیر فاعلی      | mu     | ta    | žu                | hamā  | šamā | žun     |
| افتری فاعلی    | a      | tu    | u                 | hēm   | hūy  | yūn     |
| غیر فاعلی      | mu(n)  | ta    |                   |       |      |         |